# تاهینا مک‌مانوس
تاهینا مک‌مانوس (به انگلیسی: Tahyna MacManus) یا تاهینا توزی (به انگلیسی: Tahyna Tozzi) (زاده ۲۴ آوریل ۱۹۸۶) بازیگر استرالیایی است.
از کارهای معروف او می‌توان به بازی در فیلم‌های خاستگاه مردان ایکس، سوزن، مردگان متحرک، از آن پس و جولیا اشاره کرد.